# Silice 2D
 (octobre 2018).

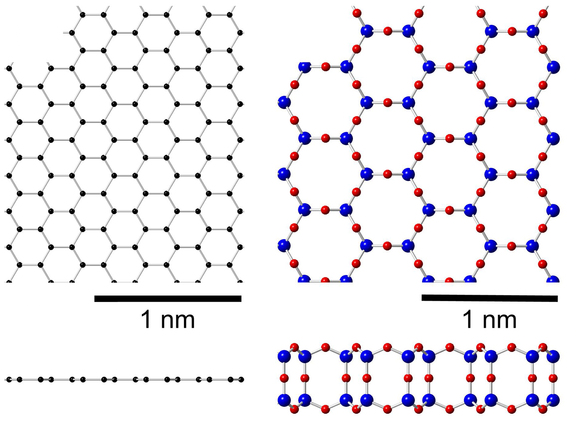
Vues de haut et de côté du graphène (à gauche) et d'une bi-couche de silice hexagonale HBS (à droite). Les atomes noirs sont des carbones, les rouges sont des oxygènes et les bleus sont des siliciums.

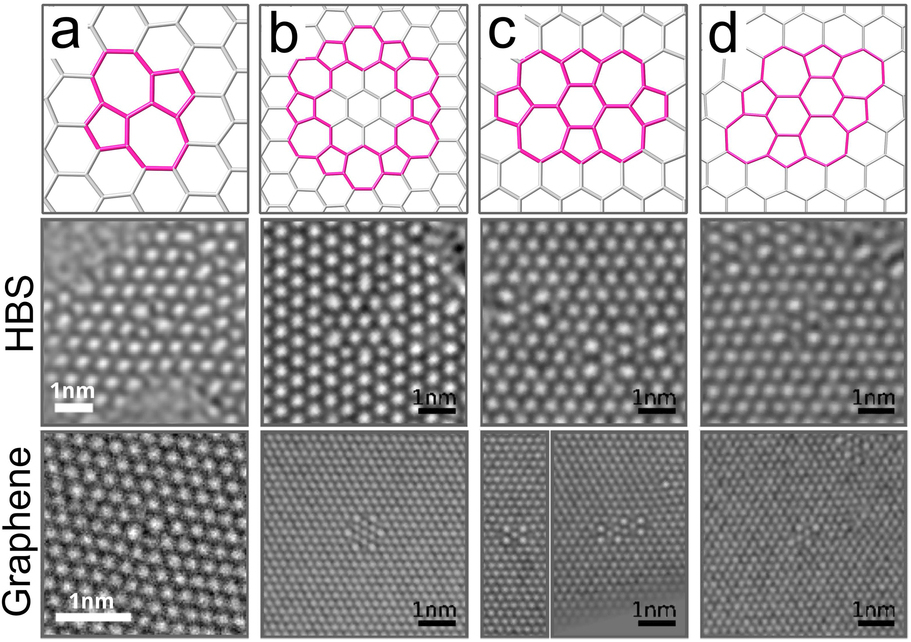
Images théoriques et expérimentales obtenues par microscopie électronique en transmission (TEM) de défauts d'une bi-couche de silice hexagonale HBS (au milieu) et du graphène (rangée du bas): Stone-Wales (a), fleur (b), lacune double (c) et un défaut interstitiel plus complexe (d).

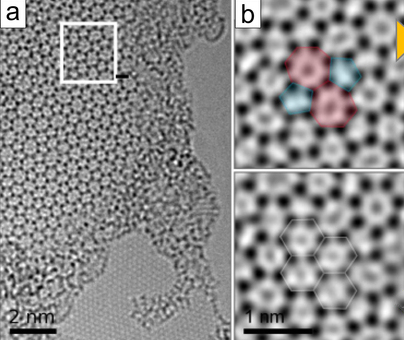
Images TEM de HBS amorphe

La silice à deux dimensions (silice 2D) est un polymorphe du dioxyde de silicium en couches. 
Deux variétés de la silice 2D, tous deux des cristaux de symétrie hexagonale, ont été cultivés jusqu'à présent sur différents substrats métalliques. L'une est basé sur les tétraèdres de SiO4, qui sont liés de manière covalente au substrat. 
La seconde comprend des feuillets saturés analogues au graphène, qui interagissent avec le substrat par l'intermédiaire des interactions de van der Waals. Une feuille unique de la deuxième variété de silice 2D est aussi appelé bi-couche de silice hexagonale (HBS); elle peut comporter une structure ordonnée ou désordonnée (amorphe).
La silice 2D a des applications potentielles dans l'électronique comme le plus mince porte diélectrique. Elle peut également être utilisée pour isoler des feuilles de graphène d'un substrat. La silice 2D comporte une structure de bande propre aux semi-conducteurs avec un large gap. Il a notamment été démontré qu'elle appartenait à la famille des matériaux auxétiques, soit ceux avec un coefficient de Poisson négatif.